# Beloningssysteem
Het beloningssysteem in het menselijke lichaam wordt gevormd door een verzameling neurale structuren, die factoren in het gedrag, zoals motivatie, verlangen naar beloning en associatief leren regelen. Leren gaat voor een groot deel op een associatieve manier en daarbij spelen positieve bekrachtiging en klassieke conditionering een belangrijke rol, bij de beloning in het algemeen zijn dat vooral positieve emoties, die emoties die worden gekenmerkt door plezier, zoals blijdschap, euforie en extase. Een beloning is de aantrekkelijke en motiverende eigenschap van een stimulus die begerend en consumerend gedrag uitlokt.
Er kan onderscheid worden gemaakt tussen verschillende soorten beloningen. Primaire beloningen zijn noodzakelijk om te kunnen overleven. Dit zijn onder andere homeostatische en voortplantingsbeloningen. Beloningen kunnen zowel intrinsiek als extrinsiek zijn. Intrinsieke beloningen hebben van zichzelf een belonend effect, waardoor ze het gedrag dat leidt tot de beloning uitlokken. Een voorbeeld hiervan is voedsel. Bij extrinsieke beloningen wordt het gedrag uitgelokt door een aangeleerde associatie tussen het externe middel en de interne beloning, bijvoorbeeld geld.

## Anatomie
De neurale structuren die deel uitmaken van het beloningssysteem, liggen diep in de hersenschors, in een functionele lus die wordt gevormd door de hersenschors, basale ganglia en thalamus. De basale kernen leiden activiteit in het beloningssysteem. Het grootste deel van de banen die de losse onderdelen van het beloningssysteem verbinden zijn glutamaterge interneurons, GABAerge middelgrote doornige neuronen en dopaminerge projectiecellen. Het beloningsstelsel bestaat uit het ventrale tegmentum, het ventrale striatum, de nucleus accumbens en tuberculum olfactorium, het dorsale striatum (nucleus caudatus en putamen), de substantia nigra, de prefrontale cortex, de cortex cingularis anterior, de insula, de hippocampus, de hypothalamus, vooral de orexinerge celkern in de laterale hypothalamus, verschillende celkernen in de thalamus, de nucleus subthalamicus, de globus pallidus, het ventrale gedeelte van het pallidum, de nucleus parabrachialis en de amygdala. De nucleus raphes dorsalis en de kleine hersenen lijken ook sommige aspecten van beloning-gerelateerde cognitie en gedrag, waaronder associatief leren en positieve stemming, te regelen. De basale ganglia versterken signalen van de hersenschors voor spiercontractie en deze worden afgeremd of bijgestuurd. Prikkels, die van de zintuigen komen, worden in de thalamus gefilterd en naar de herschenschors geschakeld. De thalamus bepaalt wat er belangrijk is en wat er aandacht nodig heeft. De hersenschors analyseert en interpreteert en zet informatie in gedachten om, in innerlijke spraak en mentale beelden, en aansturingen van het lichaam, in de vorm van spreken en handelen.
Dopamine is een van de belangrijkste neurotransmitters van het beloningssysteem. Het grootste deel van de dopaminebanen die vanuit het ventrale tegmentum naar de rest van de hersenen projecteren, zijn onderdeel van het beloningssysteem. Dopamine werkt in deze banen ofwel op D1-receptoren, ofwel op D2-receptoren. Op deze manier kan de productie van cAMP worden gestimuleerd, D1-receptoren, of worden geremd, D2-receptoren. De GABAerge middelgrote doornige zenuwcellen van het striatum maken ook deel uit van het beloningssysteem. GABA heeft doorgaans een remmende rol in de hersenen. De glutamaterge projectiecellen in de nucleus subthalamicus, prefrontale cortex, hippocampus, thalamus en amygdala zijn verbonden met de andere delen van het beloningssysteem. De communicatie verloopt via de neurotransmitter glutamaat. Een verzameling neurale banen in de voorhersenen reguleert beloning door directe elektrochemische stimulatie van de laterale hypothalamus. Deze verzameling banen maakt ook deel uit van het beloningssysteem.

## Verslaving
Een overexpressie van de gentranscriptiefactor, ΔFosB, komt voor bij vrijwel alle vormen van verslaving, zowel gedragsverslaving als middelenverslaving. Als deze factor te sterk is uitgedrukt in de middelgrote hoornige zenuwcellen van het D1-type in de nucleus accumbens, kan verslaving-gerelateerd gedrag worden opgewekt. De transciptie ΔFosB verandert de genexpressie van het DNA en dit leidt tot neurale plasticiteit of dus veranderingen in de organisatie van de hersenen en het aantal dopamineverbindingen tussen zenuwcellen. ΔFosB bevordert voornamelijk zelftoediening, de verslaving, en toename van verlangen naar de stimulus en verklaart craving maanden tot jaren na het afkicken.
Drugs en andere verslavende middelen zijn door hun effect op de dopaminerge banen in het beloningsstelsel belonend en bekrachtigend.